# ハザン省
ハザン省（ハザンしょう、ベトナム語：Tỉnh Hà Giang / 省河楊  発音、「ハジャン」とも）は、ベトナムのかつての省。省都はハザン市。東北部に位置し、中国雲南省と国境を接している。
2025年、トゥエンクアン省に統合された。

## 行政区画
1市10県で構成される。
- ハザン市（Hà Giang / 河楊）
- バクメ県（Bắc Mê / 北迷）
- バククアン県（Bắc Quang / 北光）
- ドンヴァン県（Đồng Văn / 同文）
- ホアンスーフィー県（Hoàng Su Phì / 黃樹皮）
- メオヴァク県（Mèo Vạc / 苗旺）
- クアンバ県（Quản Bạ / 管簿）
- クアンビン県（Quang Bình / 光平）
- ヴィースエン県（Vị Xuyên / 渭川）
- シンマン県（Xín Mần / 箐門）
- イエンミン県（Yên Minh / 安銘）